# Javier Miranda (político)
Javier Miranda (Montevideo,  19 de mayo de 1964) es un abogado, docente de las unidades curriculares del instituto de Derecho Civil: Obligaciones y Contratos, Responsabilidad Civil y Contratos Especiales en la universidad de la república y político uruguayo perteneciente al Frente Amplio.

## Biografía
Su padre fue el escribano Fernando Miranda Pérez, desaparecido durante la dictadura cívico militar.
Especializado en derechos humanos, trabaja como asesor en diversas instituciones y organismos. Docente en la Universidad de la República y el CLAEH. También milita en Madres y Familiares de Uruguayos Detenidos Desaparecidos.
En julio de 2016 es electo presidente del Frente Amplio, asumiendo el cargo el 17 de setiembre del mismo año. A inicios de 2020, se encaminaba a cesar en su cargo, pero la pandemia de COVID-19 y la interna frentista prolongaron su permanencia hasta inicios de 2021.

## Publicaciones
- Itinerarios de los derechos humanos en el Uruguay 1985-2007: temas, actores y visibilidad pública (con Lucía Martorelli, Fernando Ordóñez, Giorgina Santangelo). CLAEH y Fundación Konrad Adenauer, 2009.